# 王渤生
王渤生（1920年—），河北沧县人，出生于天津，经济学家。父亲王南复为民国初年的知名教育家。

## 生平
王渤生曾就读于河北省立第一中学（现天津市第三中学），1942年毕业于西南联大经济系。1948年赴美国留学，获科罗拉多大学经济学硕士、华盛顿大学博士。毕业后，先后任教于哥伦比亚大学、斯坦福大学。1962年起任教于圣荷西州立大学商学院，并为该大学终身教授。1988年退休。2006年被授予天津市荣誉市民、天津市第三中学名誉校长。
王渤生曾任台湾国立政治大学与国立台湾大学客座教授，同时还是美国市场学会、统计学会与决策科学会会员。王渤生在美期间与张大千居所相近，两人为至交好友。